# Иван Милошевић
Иван Милошевић (Лучани, 3. новембра 1984) српски је фудбалер који тренуно наступа за Младост из Лучана и капитен је тог клуба.

## Трофеји и награде
Младост Лучани
- Српска лига Запад : 2005/06.[7]

- Прва лига Србије : 2006/07.[8]